# Robert Louis Stevenson (Chesterton)
Robert Louis Stevenson (Robert Louis Stevenson) è un saggio di G. K. Chesterton, pubblicato per la prima volta nel 1927. In esso Chesterton traccia un profilo di Robert Louis Stevenson e delle sue opere principali, analizzando il rapporto tra stile e contenuto e la vita dell'autore. In particolare a Chesterton interessa difendere Stevenson dall'opinione negativa della critica letteraria del tempo nei suoi confronti, rovesciando gli stereotipi e correggendo le analisi superficiali che ne erano state fatte.

## Edizioni
- G. K. Chesterton, Robert Louis Stevenson, traduzione di Valentina Vetri, Soveria Mannelli, Rubbettino, 2012, ISBN 978-88-6708-005-2.